# Doras carinatus
Doras carinatus — вид колючих сомів, поширених у Бразилії, Французькій Гвіані, Гаяні, Суринамі та Венесуелі. Цей вид виростає завдовжки до 30,0 сантиметра (11,8 дюйм) стандартної довжини. Цей вид може видавати звуки, рухаючи грудними шипами. Кожна базова одиниця випущеного звуку триває 60–70 мілісекунд із частотою 60–90 герц, що відповідає частоті відповіді задіяних м'язів.